# Nghề báo (phim truyền hình)
Nghề báo là một bộ phim truyền hình được thực hiện bởi Hãng phim Truyền hình Thành phố Hồ Chí Minh, Đài Truyền hình Thành phố Hồ Chí Minh do Phi Tiến Sơn làm đạo diễn. Phim phát sóng vào năm 2006 trên kênh HTV9.

## Nội dung
Nghề báo xoay quanh câu chuyện của những nhà làm báo. Khi đối diện với công luận,  họ cần một trái tim nóng và một cái đầu lạnh để ngòi bút sắc sảo và tỉnh táo, quyết không bị "mua" bởi bất cứ cái gì. Một nhà báo giỏi cần và phải đạt được điều đó.

## Diễn viên
- Hồng Ánh trong vai Thúy Bình[5]
- Hoàng Phúc trong vai Quang Sinh
- NSND Tạ Minh Tâm trong vai Phan Thăng
- Xuân Hòa trong vai Linh Sương[6]
- Đỗ Đức Thịnh trong vai Phúc Trần
- Hòa Hiệp trong vai Đỗ Hòa
- NSND Đào Bá Sơn trong vai Tô Thanh
- Diễm My trong vai Bà Thanh
- Quốc Hùng trong vai Trần Dư
- NSƯT Trọng Hải trong vai Lê Quân
- Đình Hiếu trong vai Tân
- Ngân Khánh trong vai Thơ
- Kim Hoàn trong vai Lê Mão
- Phúc An trong vai Cô Nguyệt
- Xuân Đào trong vai Dạ Lan
- NSƯT Cát Tường trong vai Fami
- Lý Thu Trang trong vai Bé My

Cùng một số diễn viên khác....

## Ca khúc trong phim
Bài hát trong phim là ca khúc "Trả nợ cho tôi" do Hoàng Hà - Hoàng Lương sáng tác và Việt Hoàn thể hiện.

## Giải thưởng
| Năm  | Giải thưởng                                | Hạng mục         | (Người) đề cử | Kết quả  | Tham khảo |
| ---- | ------------------------------------------ | ---------------- | ------------- | -------- | --------- |
| 2006 | Liên hoan Truyền hình toàn quốc lần thứ 26 | Phim truyền hình | —             | Giải bạc | [ 7 ]     |